# Gonzalo Güell
Gonzalo Güell y Morales de los Ríos (La Habana, Cuba; 16 de febrero de 1895 - Coral Gables, Condado de Miami-Dade, Florida, Estados Unidos; 2 de septiembre de 1985) fue un abogado, político y diplomático cubano.

## Biografía
Guell fue Ministro de Relaciones Exteriores de Cuba de 1956 a 1959 y Primer Ministro de Cuba del 12 de marzo de 1958 al 1 de enero de 1959. También fue Embajador de Cuba en México, Colombia, Brasil, Noruega y las Naciones Unidas.
Fue una de las 40 personas que huyó con Fulgencio Batista a la República Dominicana en la víspera de Año Nuevo de 1959 cuando Fidel Castro tomó el poder en Cuba.
Estuvo casado tres veces y no tuvo hijos.